# Ermita de Sant Agustí (les Alcubles)
L'ermita de Sant Agustí és un edifici ubicat al terme municipal de Les Alcubles, a la comarca valenciana d'Els Serrans. S'alça al nord de la vila, al costat de la carretera cap Sogorb. És un Bé de Rellevància Local.

## Història
Es va construir cap al segle xvii, com a mostra d'agraïment a Sant Agustí de la troballa d'una font d'aigua, la qual se situa al costat de l'ermitori.

## L'edifici
És un temple de reduïdes dimensions, de planta hexagonal. La construcció és de mur de pedra emblanquinada amb una coberta de teules àrabs a sis aigües, amb teulada campaniforme. La porta és de fusta amb llindar curvilini i una petita finestra amb serralleria, a través del qual es permet veure l'altar de l'ermita des de l'exterior.
A la fornícula de l'interior hi ha un quadre a l'oli del sant titular, signat per S. Romero.

## Festivitat
Per la diada de Sant Agusti, a Les Alcubles hi té lloc una missa matinal seguida d'una processó vespertina amb la imatge que es conserva a l'església parroquial. A més de l'ermitori, el recorregut porta el sant a la font per a beneir-la.